# Fabian Schnyder
Fabian Schnyder (* 30. Dezember 1985 in Schüpfheim) ist ein ehemaliger Schweizer Eishockeyspieler, der seine komplette professionelle Karriere beim EV Zug in der National League A unter Vertrag stand.

## Karriere
Bereits im Alter von vier Jahren begann Schnyder das Eishockey in Küssnacht am Rigi beim lokalen Küssnachter Schlittschuhclub spielen. Aufgrund seines Talentes erhielt er frühzeitig ein Vertragsangebot des HC Luzern, zu dem er dann auch wechselte. Später nahm ihn der Schweizer Erstligist EV Zug unter Vertrag. Dort wurde er wie ein Lehrling ausgebildet und erhielt nach Ende seiner Ausbildung den Titel Diplom-Berufssportler. 2004 spielte er für die Schweiz bei der U-20-Weltmeisterschaft. Nach der Saison 2019/20 beendete Schnyder seine Karriere als professioneller Eishockeyspieler.

## Karrierestatistik
(Legende zur Spielerstatistik: Sp oder GP = absolvierte Spiele; T oder G = erzielte Tore; V oder A = erzielte Assists; Pkt oder Pts = erzielte Scorerpunkte; SM oder PIM = erhaltene Strafminuten; +/− = Plus/Minus-Bilanz; PP = erzielte Überzahltore; SH = erzielte Unterzahltore; GW = erzielte Siegtore; 1 Play-downs/Relegation; Kursiv: Statistik nicht vollständig)